# Coupe COSAFA 2017
Navigation
2016 2018
La Coupe COSAFA 2017 est la dix-septième édition de cette compétition organisée par la COSAFA. 
Les matchs se déroulent au Moruleng Stadium (en) de Moruleng et au Royal Bafokeng Stadium de Phokeng, en Afrique du Sud.

## Participants
Pour cette dix-septième édition, c'est la Tanzanie, membre de la CECAFA qui est invitée à participer à la COSAFA Cup, pour pallier le forfait des Comores. En tant que pays organisateur, l'Afrique du Sud entre en lice en quarts de finale, comme cinq autres équipes.
| Nation                             | Débute                       |
| ---------------------------------- | ---------------------------- |
| Angola                             | En phase de groupe           |
| Madagascar                         | En phase de groupe           |
| Malawi                             | En phase de groupe           |
| Maurice                            | En phase de groupe           |
| Mozambique                         | En phase de groupe           |
| Seychelles                         | En phase de groupe           |
| Tanzanie (invité)                  | En phase de groupe           |
| Zimbabwe                           | En phase de groupe           |
| Afrique du Sud (pays organisateur) | Directement en 1/4 de finale |
| Botswana                           | Directement en 1/4 de finale |
| Lesotho                            | Directement en 1/4 de finale |
| Namibie                            | Directement en 1/4 de finale |
| Eswatini                           | Directement en 1/4 de finale |
| Zambie                             | Directement en 1/4 de finale |

## Phase de qualification
Les vainqueurs de chaque groupe se qualifient pour la phase finale. L'Afrique du Sud, le Botswana, le Lesotho , la Namibie, le Swaziland et la Zambie sont qualifiés directement pour les quarts de finale.

### Groupe A
| Rang | Équipe   | Pts | J | G | N | P | Bp | Bc | Diff |  | Résultats |  |     |     |     |
| ---- | -------- | --- | - | - | - | - | -- | -- | ---- |  | --------- |  | --- | --- | --- |
| 1    | Tanzanie | 5   | 3 | 1 | 2 | 0 | 3  | 1  | +2   |  | Tanzanie  |  | 0-0 | 1-1 | 2-0 |
| 2    | Angola   | 5   | 3 | 1 | 2 | 0 | 1  | 0  | +1   |  | Angola    |  |     | 1-0 | 0-0 |
| 3    | Maurice  | 2   | 3 | 0 | 2 | 1 | 1  | 2  | -1   |  | Maurice   |  |     |     | 0-0 |
| 4    | Malawi   | 2   | 3 | 0 | 2 | 1 | 0  | 2  | -2   |  | Malawi    |  |     |     |     |

### Groupe B
| Rang | Équipe     | Pts | J | G | N | P | Bp | Bc | Diff |  | Résultats  |  |     |     |     |
| ---- | ---------- | --- | - | - | - | - | -- | -- | ---- |  | ---------- |  | --- | --- | --- |
| 1    | Zimbabwe   | 7   | 3 | 2 | 1 | 0 | 10 | 0  | +10  |  | Zimbabwe   |  | 0-0 | 4-0 | 6-0 |
| 2    | Madagascar | 7   | 3 | 2 | 1 | 0 | 6  | 1  | +5   |  | Madagascar |  |     | 4-1 | 2-0 |
| 3    | Mozambique | 3   | 3 | 1 | 0 | 2 | 3  | 9  | -6   |  | Mozambique |  |     |     | 2-1 |
| 4    | Seychelles | 0   | 3 | 0 | 0 | 3 | 1  | 10 | -9   |  | Seychelles |  |     |     |     |

## Phase finale
|  | Quarts de finale      | Quarts de finale      | Quarts de finale      | Quarts de finale      |         |         | Demi-finales         | Demi-finales         | Demi-finales                  | Demi-finales                  |                               |                               | Finale              | Finale              | Finale              | Finale              |
|  |                       |                       |                       |                       |         |         |                      |                      |                               |                               |                               |                               |                     |                     |                     |                     |
|  | 1er juillet à Phokeng | 1er juillet à Phokeng | 1er juillet à Phokeng | 1er juillet à Phokeng |         |         | 5 juillet à Moruleng | 5 juillet à Moruleng | 5 juillet à Moruleng          | 5 juillet à Moruleng          |                               |                               | 9 juillet à Phokeng | 9 juillet à Phokeng | 9 juillet à Phokeng | 9 juillet à Phokeng |
|  | 1er juillet à Phokeng | 1er juillet à Phokeng | 1er juillet à Phokeng | 1er juillet à Phokeng |         |         | 5 juillet à Moruleng | 5 juillet à Moruleng | 5 juillet à Moruleng          | 5 juillet à Moruleng          |                               |                               | 9 juillet à Phokeng | 9 juillet à Phokeng | 9 juillet à Phokeng | 9 juillet à Phokeng |
|  | Botswana              | Botswana              | 1                     | 1                     |         |         | 5 juillet à Moruleng | 5 juillet à Moruleng | 5 juillet à Moruleng          | 5 juillet à Moruleng          |                               |                               | 9 juillet à Phokeng | 9 juillet à Phokeng | 9 juillet à Phokeng | 9 juillet à Phokeng |
|  | Botswana              | Botswana              | 1                     | 1                     |         |         | 5 juillet à Moruleng | 5 juillet à Moruleng | 5 juillet à Moruleng          | 5 juillet à Moruleng          |                               |                               | 9 juillet à Phokeng | 9 juillet à Phokeng | 9 juillet à Phokeng | 9 juillet à Phokeng |
|  | Zambie                | Zambie                | 2                     | 2                     |         |         | 5 juillet à Moruleng | 5 juillet à Moruleng | 5 juillet à Moruleng          | 5 juillet à Moruleng          |                               |                               | 9 juillet à Phokeng | 9 juillet à Phokeng | 9 juillet à Phokeng | 9 juillet à Phokeng |
|  | Zambie                | Zambie                | 2                     | 2                     | Zambie  | Zambie  | 4                    | 4                    |                               |                               |                               |                               | 9 juillet à Phokeng | 9 juillet à Phokeng | 9 juillet à Phokeng | 9 juillet à Phokeng |
|  | 2 juillet à Phokeng   |                       |                       |                       | Zambie  | Zambie  | 4                    | 4                    |                               |                               |                               |                               | 9 juillet à Phokeng | 9 juillet à Phokeng | 9 juillet à Phokeng | 9 juillet à Phokeng |
|  |                       |                       | Tanzanie              | Tanzanie              | 2       | 2       |                      |                      |                               |                               |                               |                               | 9 juillet à Phokeng | 9 juillet à Phokeng | 9 juillet à Phokeng | 9 juillet à Phokeng |
|  | Afrique du Sud        | Afrique du Sud        | Tanzanie              | Tanzanie              | 2       | 2       | 0                    | 0                    |                               |                               |                               |                               | 9 juillet à Phokeng | 9 juillet à Phokeng | 9 juillet à Phokeng | 9 juillet à Phokeng |
|  | Afrique du Sud        | Afrique du Sud        | 5 juillet à Moruleng  |                       |         |         | 0                    | 0                    |                               |                               |                               |                               | 9 juillet à Phokeng | 9 juillet à Phokeng | 9 juillet à Phokeng | 9 juillet à Phokeng |
|  | Tanzanie              | Tanzanie              | 1                     | 1                     |         |         |                      |                      |                               |                               |                               |                               | 9 juillet à Phokeng | 9 juillet à Phokeng | 9 juillet à Phokeng | 9 juillet à Phokeng |
|  | Tanzanie              | Tanzanie              | 1                     | 1                     | Zambie  | Zambie  | 1                    | 1                    |                               |                               |                               |                               |                     |                     |                     |                     |
|  | 1er juillet à Phokeng |                       |                       |                       | Zambie  | Zambie  | 1                    | 1                    |                               |                               |                               |                               |                     |                     |                     |                     |
|  |                       |                       | Zimbabwe              | Zimbabwe              | 3       | 3       |                      |                      |                               |                               |                               |                               |                     |                     |                     |                     |
|  | Namibie               | Namibie               | Zimbabwe              | Zimbabwe              | 3       | 3       | 0                    | (4)                  |                               |                               |                               |                               |                     |                     |                     |                     |
|  | Namibie               | Namibie               |                       |                       |         |         |                      |                      |                               |                               |                               |                               |                     |                     |                     |                     |
|  | Lesotho               | Lesotho               | 0                     | (5)tab                |         |         |                      |                      |                               |                               |                               |                               |                     |                     |                     |                     |
|  | Lesotho               | Lesotho               | 0                     | (5)tab                | Lesotho | Lesotho | 3                    | 3                    | Match pour la troisième place | Match pour la troisième place | Match pour la troisième place | Match pour la troisième place |                     |                     |                     |                     |
|  | 2 juillet à Phokeng   |                       |                       |                       | Lesotho | Lesotho | 3                    | 3                    | Match pour la troisième place | Match pour la troisième place | Match pour la troisième place | Match pour la troisième place |                     |                     |                     |                     |
|  |                       |                       | Zimbabwe              | Zimbabwe              | 4       | 4       |                      |                      | 7 juillet à Moruleng          | 7 juillet à Moruleng          | 7 juillet à Moruleng          | 7 juillet à Moruleng          |                     |                     |                     |                     |
|  | Eswatini              | Eswatini              | Zimbabwe              | Zimbabwe              | 4       | 4       | 1                    | 1                    | 7 juillet à Moruleng          | 7 juillet à Moruleng          | 7 juillet à Moruleng          | 7 juillet à Moruleng          |                     |                     |                     |                     |
|  | Eswatini              | Eswatini              |                       |                       |         |         |                      | 1                    |                               |                               | Tanzanie                      | Tanzanie                      | 0                   | (4)tab              |                     |                     |
|  | Zimbabwe              | Zimbabwe              | 2                     | 2                     |         |         |                      |                      |                               |                               | Tanzanie                      | Tanzanie                      | 0                   | (4)tab              |                     |                     |
|  | Zimbabwe              | Zimbabwe              | 2                     | 2                     | Lesotho | Lesotho | 0                    | (2)                  |                               |                               |                               |                               |                     |                     |                     |                     |
|  |                       |                       |                       |                       |         |         |                      |                      |                               |                               |                               |                               |                     |                     |                     |                     |

| Vainqueur de la Coupe COSAFA 2017 : Zimbabwe Cinquième titre |